# Torrent de Cisnolla

El Torrent de Cisnolla, respecte del terme de Granera

El Torrent de Cisnolla és un torrent que discorre del terme municipal de Granera, a la comarca del Moianès.
Aquest torrent està situat a l'extrem nord-oest del terme municipal, molt a prop del límit amb els termes de Monistrol de Calders i de Castellterçol. Es forma en el vessant occidental de la Trona, a l'extrem oriental de la Baga de Vila-rúbia, des d'on davalla cap a ponent fent un arc convex cap al nord, recorrent tot el vessant meridional de la Serra de l'Olleret. Recorre tota la Baga de Vila-rúbia, i va a abocar-se en el torrent de Caldat a llevant del massís de Trullars.